# Нафта метано-нафтенова
Нафта метано-нафтенова (рос. нефть метано-нафтеновая; англ. methane-naphthenic oil; нім. Methannaphthenerdöl n) – нафта, дистилятна частина якої характеризується близькими кількостями метанових і нафтенових вуглеводнів, відносно низьким вмістом ароматичних вуглеводнів і зменшеним вмістом (порівняно з метановими нафтами) твердого парафіну у вищих фракціях. 
Н.м.-н. разом з метановою складають основну масу світових запасів нафти.
Хімічна класифікація нафт розроблена в ГрозНДІ (Грозненський НДІ).
За переважанням (більше 75% за масою) одного з класів вуглеводнів розрізняють, по-перше, три основні класи нафт, а саме: 
- 1) метанові (М),
- 2) нафтенові (Н),
- 3) ароматичні (А).

По-друге, розрізняють також шість змішаних класів нафт, в яких при 50% за масою одного класу вуглеводнів міститься додатково не менше 25% іншого класу вуглеводнів, тобто класи: 
- 4) метаново-нафтенові (М-Н),
- 5) нафтеново-метанові (Н-М),
- 6) ароматично-нафтенові (А-Н),
- 7) нафтеново-ароматичні (Н-А),
- 8) ароматично-метанові (А-М),
- 9) метаново-ароматичні (М-А).

В змішаному (10) типі нафти (нафта метано-нафтено-ароматична) (М-Н-А) всі класи вуглеводнів містяться приблизно порівну.